# ذا كينغ أوف فايترز 13
ذا كينغ أوف فايترز 13 (بالإنجليزية: The King of Fighters XIII)‏، هي لعبة قتال طورتها ونشرتها إس إن كي، وتعتبر الإصدار الثالث عشر من سلسلة ذا كينغ أوف فايترز، أصدرت عام 2010 على صالة الآركيد، وصدرت عام 2011 على جهازي بلاي ستيشن 3 وإكس بوكس 360، و2018 لمايكروسوفت ويندوز، وأعيد إصدارها عام 2023، لمنصتي بلاي ستيشن 4، ونينتندو سويتش.

## أسلوب اللعب
اللعبة أزالت بعض ميزات نظام اللعب المستخدمة في الإصدار السابق : Guard Attack، والعداد الحرج، ونظام Clash، بالإضافة إلى الكاميرا الديناميكية ذات التكبير. وتمت إضافة ثلاث ميزات جديدة بديلة عنها. الأول من بين الثلاثة هو وضع EX الجديد، والذي يحول الحركات الفائقة لكل شخصية إلى نسخ أكثر قوة تسمح بشريط واحد من مقياس قوة اللاعب لحركات EX الخاصة، وشريطين من مقياس قوة اللاعب لحركات EX Super الخاصة. ميزة جديدة أخرى التي تم وضعها في السلسلة، هي وضع Hyper Drive، والذي يمنحك استخدامًا غير محدود لـ Drive Cancels لفترة من الوقت بمجرد وصول Hyper Drive Gauge إلى الحد الأقصى، وآخر ميزة جديدة مؤكدة للعبة هي Drive Cancel، والتي تفتح إمكانيات التحرير والسرد الجديدة. . تمثل اللعبة، عودة مقياس الطاقة متعدد الأشرطة الذي تم تقديمه في The King of Fighters '97 . بالإضافة إلى حركات اليأس القياسية وEX، تم تضمين فئة جديدة من Desperation Move تسمى Neo Max، وتتطلب تبادل ثلاثة مخزون من المقاييس لأداء واحدة، مما يجعلها مشابهة لحركات Hidden Super Desperation Moves من The King of Fighters 2002. و القائد سوبر الحركات الخاصة من ملك المقاتلين 2003 . يمكن إلغاؤها من حركات اليأس القياسية، مما يجعلها مشابهة لـ Dream Cancels من The King of Fighters XI .
يعتمد إصدار الكونسول على التحديث 1.1 لـ The King of Fighters XIII arcade والذي أصلح العديد من المشكلات من الإصدار الأصلي. يحتوي أيضًا على وضع القصة الذي يتأثر بأفعال اللاعب مع توفر وجهات نظر مختلفة، والذي لم يظهر منذ الجزء السابق. يتم تقديم الوضع بأسلوب الرواية المرئية جنبًا إلى جنب مع المعارك، وهو أمر يعتبر من الصعب تضمينه في إصدار الآركيد من قبل فريق SNK Playmore. الأطوار الأخرى المعروضة هي Arcade والممارسة والتحدي. تعتمد طريقة لعب أونلاين على تلك المضمنة في الإصدارات اللاحقة من The King of Fighters XII ، والتي أصلحت المشكلات التي واجهتها النسخة الأولية.